# Paralimnophila (Paralimnophila) incompta
Paralimnophila (Paralimnophila) incompta is een tweevleugelige uit de familie steltmuggen (Limoniidae). De soort komt voor in het Australaziatisch gebied.